# Katedra św. Ludwika w Płowdiwie
Katedra św. Ludwika w Płowdiwie (bułg. катедрала „Свети Лудвиг“, Katedrala „Sweti Ludwig“) – rzymskokatolicka katedra w mieście Płowdiw, w południowej Bułgarii. Jest kościołem katedralnym diecezji sofijsko-płowdiwskiej pod wezwaniem św. Ludwika, króla Francji.
Katedra została zbudowana w latach 1858–1861 za czasów biskupa Andrei Canovy. Pierwsze organy w Bułgarii zostały zainstalowane w katedrze w 1861 roku, później zastąpione nowszymi i większymi. Pożar poważnie uszkodził katedrę w 1931 roku i zniszczył drewniano rzeźbiony sufit. Katedra została odbudowana, dzięki Krastjo Stamatowowi tworzącymi freski i Kamenowi Petkowowi będącym głównym architektem. Katedra została ponownie otwarta w dniu 8 maja 1932 roku. Architektonicznie, stanowi eklektyczne połączenie neoklasycyzmu i neobaroku.
Dzwonnica została zbudowana w 1898 roku i została wyposażony w pięć dzwonów odlanych w niemieckim mieście Bochum, dar od papieża Leona XIII. Nowe 12-registrowe organy piszczałkowe zostały zainstalowane w 1991 roku.